# Juan Martín Díez
Juan Martín Díez, alcunhado El Empecinado (5 de setembro de 1775 - 20 de agosto 1825), foi um militar espanhol, líder de guerrilha destacado na Guerra Peninsular.
A 8 de outubro de 1808, o privilégio de usar o nome Empecinado foi dado a Juan Martín Díez, não só para si mas para todos os seus descendentes. A sua alcunha deu à língua espanhola o verbo empecinarse, significando persistir ou insistir em alcançar os seus objetivos.

## Início de vida
Díez nasceu em Castrillo de Duero (Valladolid) a 5 de setembro de 1775. Ele foi agricultor e a sua casa ainda existe na sua localização original. As pessoas de Castrillo são frequentemente chamadas de "empecinados", um termo que vem de vários riachos próximos cheios de lama preta (pecina) de águas estagnadas e em decomposição. Acredita-se que a denominação local foi depois aplicada a Díez, como outros guerrilheiros tinham alcunhas baseadas na sua profissão.
Díez teve ambições militares durante a sua infância. Aos 18, ele participou na Campanha do Rossilhão (Guerra dos Pirenéus, 1793-1795). Os dois anos seguintes foram fundamentais no seu treino na arte de guerra e começou a sua atitude hostil face aos franceses.
Em 1796, Díez casou em Fuentecén, Burgos, e Díez estabeleceu-se nessa terra com a sua nova noiva. Ele cultivou ali até à ocupação da Espanha pelo exército de Napoleão em 1808, onde ele jurou lutar contra os invasores. É dito que a sua decisão de lutar foi impulsionada quando uma mulher na sua terra foi estuprada por um soldado francês; Díez matou depois o agressor.
Depois da invasão, Díez organizou um grupo de guerreiros composto pelos seus amigos e até membros da sua própria família. No começo, o conflito centrava-se à volta da rota entre Madrid e Burgos. Mais tarde, lutou junto com o exército espanhol na ponte de Cabezón de Pisuerga em Valladolid e em Medina de Rioseco, Valladolid. O exército espanhol foi derrotado em ambas as batalhas.
Liberal e entusiasta da Constituição de Cádis, apesar de previamente anistiado, foi enforcado por ordens de Fernando VII após a restauração absolutista.
Foi retratado pelo pintor espanhol Francisco Goya.